# 10月11日
10月11日（じゅうがつじゅういちにち）は、グレゴリオ暦で年始から284日目（閏年では285日目）にあたり、年末まであと81日ある。

## できごと
- 1727年 - ジョージ2世がイギリス国王に即位。
- 1776年 - アメリカ独立戦争: バルカー島の戦い。
- 1787年 - （天明7年9月1日） - 井伊直幸が大老を辞任。
- 1852年 - オーストラリア最古の大学であるシドニー大学が開学。
- 1865年 - ジャマイカ事件。ジャマイカでポール・ボーグルと黒人200人以上が暴動。
- 1871年 - ハインリヒ・シュリーマンが古代都市トロイアの発掘に着手。
- 1874年 - 新橋駅近くで横浜発の列車が脱線。日本初の鉄道事故。
- 1881年 - 御前会議で立憲政体方針・開拓使官有物払い下げ中止・大隈重信らの参議罷免が決定（明治十四年の政変）。
- 1899年 - 第二次ボーア戦争が始まる。
- 1900年 - 後に英国首相となるウィンストン・チャーチルが庶民院議員に初当選。
- 1909年 - 三井合名会社設立。
- 1931年 - ドイツでナチス・国家人民党・鉄兜団など右翼保守勢力が「ハルツブルク戦線」を結成。
- 1942年 - 第二次世界大戦・ソロモン諸島の戦い: サボ島沖海戦。
- 1942年 - 国鉄の列車などの時刻の呼び方が24時間制に。
- 1945年 - マッカーサー司令官が幣原喜重郎首相に「五大改革」（秘密警察の廃止・労働組合の結成奨励・婦人の解放・教育の自由化・経済の民主化）を指令。
- 1945年 - 太平洋戦争終結後の日本で初めて企画・公開された映画『そよかぜ』公開。主演の並木路子が唄う挿入歌「リンゴの唄」が大ヒット。
- 1946年 - 上野駅前で引揚者らが店舗を開設。上野アメ横の起こり。
- 1947年 - ヤミ米を拒否し配給食糧による生活を守った東京地裁の山口良忠判事が栄養失調で死亡。
- 1956年 - 比叡山延暦寺に賽銭泥棒が放火。大講堂・本尊の大日如来像などが焼失。
- 1958年 - パイオニア計画: アメリカが月探査機「パイオニア1号」を打ち上げ。
- 1966年 - 黒い霧事件: 荒舩清十郎運輸大臣が、選挙区内の深谷駅を急行停車駅にした責任を問われて辞任。
- 1968年 - 永山則夫が東京プリンスホテルで警備員を射殺。その後11月5日までに京都・函館・名古屋で警備員・タクシー運転手を次々と射殺。（永山則夫連続射殺事件）
- 1968年 - アメリカの有人宇宙船「アポロ7号」が打ち上げ。
- 1972年 - ベトナム戦争: ベトナムへ航行中のアメリカ海軍の空母「キティホーク」で人種問題により水兵が暴動。(en:USS Kitty Hawk riot)
- 1972年 - 中華人民共和国・西ドイツ両国が国交樹立。
- 1972年 - 本田技研工業が低公害エンジンCVCCを発表。
- 1985年 - 国鉄の分割・民営化を定めた「国鉄改革のための基本方針」を閣議決定。
- 1994年 - 成田空港問題円卓会議で、国と反対派が学識経験者による調停案を受入れ。計12回の円卓会議が終了。（成田空港問題）
- 2001年 - アメリカのインスタントカメラメーカーポラロイドが1度目の経営破綻。
- 2008年 - アメリカが北朝鮮に対するテロ支援国家指定を解除[1]。
- 2008年 - ロス疑惑で審理中の三浦和義がロサンゼルスへの身柄移送当日に自殺。
- 2011年 - 大津いじめ自殺事件: 滋賀県大津市で、市立皇子山中学校2年生の男子生徒（当時14歳）が同級生からのいじめを苦に自宅マンションから飛び降り自殺[2]。
- 2014年 - 任天堂の携帯型ゲーム機、Newニンテンドー3DSとNewニンテンドー3DS LLが日本国内で発売[3]。
- 2023年 - 将棋の藤井聡太が史上初の八冠達成[4]。
- 2024年 - 日本原水爆被害者団体協議会が佐藤栄作以来50年ぶり、日本の人物・団体では二度目のノーベル平和賞を受賞する。

## 誕生日
- 1723年（享保8年9月13日） - 細川興文、宇土藩主（+ 1785年）
- 1728年（享保13年9月9日） - 加藤泰衑、大洲藩主（+ 1784年）
- 1824年（文政7年閏8月19日） - 相良長福、人吉藩主（+ 1855年）
- 1827年（文政10年8月21日） - 立花鑑備、柳河藩主（+ 1846年）
- 1835年 - セオドア・トマス、指揮者（+ 1905年）
- 1854年 - ウィル・ホワイト、プロ野球選手（+ 1911年）
- 1858年 - ニルス・キュレーゲル、画家（+ 1930年）
- 1881年 - ルイス・フライ・リチャードソン、数学者、気象学者（+ 1953年）
- 1881年 - ハンス・ケルゼン、法学者（+ 1973年）
- 1883年 - エドゥアール・シャットン、動物学者、海洋生物学者（+ 1947年）
- 1884年 - エレノア・ルーズベルト、米大統領F・ルーズベルトの妻、人権活動家（+ 1962年）
- 1885年 - フランソワ・モーリヤック、小説家（+ 1970年）
- 1888年 - エミール・ボーンケ、ヴィオリスト、作曲家、指揮者（+ 1928年）
- 1894年 - 由比忠之進、弁理士、エスペランティスト（+ 1967年）
- 1896年 - ロマーン・ヤーコブソン、言語学者（+ 1982年）
- 1896年 - 田代菊之助、元陸上競技選手（+ 1953年）
- 1900年 - 今道潤三、実業家、元TBS社長（+ 1979年）
- 1902年 - 辻政信、陸軍軍人、政治家（+ 1968年）
- 1902年 - 黒沢幸一、社会運動家、政治家（+ 1977年）
- 1904年 - 榎本健一、喜劇俳優、歌手、コメディアン（+ 1970年）
- 1908年 - カルトーラ、歌手（+ 1980年）
- 1909年 - ピエール・ジョルジュ、地理学者（+ 2006年）
- 1910年 - 伊達里子、女優（+ 1972年）
- 1916年 - 好川三郎、軍人、政治家、初代奈良県橿原市長（+ 1983年）
- 1916年 - トルステン・ヘーゲルストランド、地理学者（+ 2004年）
- 1918年 - 飯島滋弥、元プロ野球選手（+ 1970年）
- 1919年 - アート・ブレイキー、ジャズドラマー（+ 1990年）
- 1925年 - 岡本愛彦、映画監督、ジャーナリスト（+ 2004年）
- 1927年 - 高田竜二、声優
- 1927年 - アーチン・パンジャパン、小説家
- 1927年 - ウィリアム・J・ペリー、政治家
- 1931年 - 新居一仁、元プロ野球選手
- 1935年 - 西村一孔、元プロ野球選手（+ 1999年）
- 1936年 - ビリー・ヒギンス、ジャズドラマー（+ 2001年）
- 1937年 - ボビー・チャールトン、元サッカー選手（+ 2023年）
- 1938年 - 山尾三省、詩人（+ 2001年）
- 1941年 - 砂川しげひさ、漫画家、エッセイスト（+ 2019年）
- 1942年 - 川久保玲、ファッションデザイナー
- 1942年 - アミターブ・バッチャン、俳優
- 1943年 - マイケル・ストーンブレーカー、計算機科学研究者
- 1944年 - 畑田国男、漫画家、著述家（+ 1996年）
- 1945年 - 柘植芳文、政治家
- 1945年 - 田岡克介、政治家、元北海道石狩市長
- 1946年 - 加藤澤男、体操選手、1968年メキシコシティー五輪・1972年ミュンヘン五輪・1976年モントリオール五輪金メダリスト
- 1946年 - 西村和雄、経済学者、京都大学名誉教授
- 1946年 - ダリル・ホール、ミュージシャン（ダリル・ホール&ジョン・オーツ）
- 1946年 - 富田勝、元プロ野球選手（+ 2015年）
- 1947年 - 糸数慶子、政治家
- 1947年 - 長沼昭夫、実業家、きのとや創業者
- 1948年 - 鴨桃代、労働運動家、全国コミュニティ・ユニオン連合会初代会長
- 1948年 - 西本明和、元プロ野球選手
- 1949年 - 大久保博、実業家、政治家、元千葉県市川市長（+ 2025年）
- 1949年 - ボビー・ジョーンズ、元プロ野球選手
- 1949年 - 羽柴誠三秀吉、実業家（+ 2015年）
- 1951年 - 角田幸司、スキージャンプ指導者、元スキージャンプ選手
- 1952年 - 清水健太郎、歌手、俳優
- 1954年 - 高畑淳子、女優
- 1955年 - 麻丘めぐみ、歌手、女優
- 1956年 - 橋本章司、ミュージシャン（元HOUND DOG）
- 1956年 - 渡辺長助、元プロ野球選手（+ 2011年）
- 1959年 - 赤石路代、漫画家
- 1959年 - ワイン・ガードナー、オートバイレーサー
- 1959年 - 掛川裕彦、声優
- 1960年 - 福田健次、政治家、ローカルタレント、俳優
- 1960年 - 宮本真司、官僚
- 1961年 - スティーブ・ヤング、元アメリカンフットボール選手
- 1962年 - アンディ・マッコイ、ミュージシャン
- 1962年 - 江頭美智留、脚本家
- 1963年 - 上野洋子、ミュージシャン
- 1965年 - 田中昌史、政治家、理学療法士
- 1965年 - 山下徳人、元プロ野球選手
- 1965年 - オーランド・ヘルナンデス、元プロ野球選手
- 1966年 - 三輪里香、元女優
- 1966年 - 笘篠賢治、元プロ野球選手
- 1966年 - 角田満、元プロ野球選手
- 1966年 - ルーク・ペリー、俳優
- 1966年 - セルゲイ・スロヴィキン、軍人
- 1967年 - 秋川雅史、テノール歌手
- 1967年 - 木下裕晴、ミュージシャン
- 1967年 - 山根謙二、バスケットボール指導者、元バスケットボール選手
- 1969年 - 福田佳弘、元俳優
- 1967年 - 佐久間浩一、元プロ野球選手
- 1967年 - ギラッド・コーヘン、外交官
- 1970年 - 南渕一輝、元俳優、元歌手
- 1972年 - 伊奈恭子、フィギュアスケート選手
- 1972年 - クレーベル・エドゥアルド・アラード、元サッカー選手（+ 2021年）
- 1973年 - ドロンズ石本、お笑いタレント、俳優（元ドロンズ）
- 1973年 - 金城武、俳優
- 1973年 - 阪口大助、声優
- 1973年 - 野間口徹、俳優
- 1973年 - マッシモ・ドナーティ、サッカー選手
- 1974年 - 今城和久、NHKアナウンサー
- 1974年 - ケイン・コスギ、俳優
- 1974年 - 鈴木史華、元タレント
- 1974年 - 孫國強、野球選手
- 1975年 - 太田真一、競輪選手
- 1975年 - LOVE ME DO、占い師、風水師、占星術師、お笑い芸人
- 1976年 - 山崎隆広、元プロ野球選手
- 1977年 - 和泉宗兵、俳優
- 1977年 - エレーナ・ベレズナヤ、フィギュアスケート選手
- 1978年 - 近藤公園、俳優
- 1978年 - ドグマ風見、ネットタレント
- 1978年 - 川口卓哉、元プロサッカー選手
- 1978年 - 日下部基栄、元柔道選手
- 1979年 - 高垣麗子、ファッションモデル
- 1980年 - 秦基博、シンガーソングライター
- 1980年 - 脇知弘、タレント
- 1980年 - 杉田智和[5]、声優
- 1980年 - 梵英心、元プロ野球選手
- 1980年 - 光原逸裕、元プロ野球選手
- 1981年 - 羽田裕美、ピアニスト
- 1981年 - かとうれい子、歌手
- 1981年 - 五戸力、ソングライター、編曲家
- 1981年 - 小堀佑介、元プロボクサー、元WBA世界ライト級レギュラー王者
- 1982年 - 山中慎介、元プロボクサー、元WBC世界バンタム級王者
- 1982年 - ジェラルド・ダルマナン、政治家
- 1984年 - アレクサンドル・スミルノフ、フィギュアスケート選手
- 1984年 - マックス・ラミレス、プロ野球選手
- 1985年 - 倉沢桃子、女優、歌手
- 1985年 - 鈴姫みさこ、ドラマー、アイドル、女優、作詞家
- 1985年 - 木口亜矢、タレント
- 1985年 - 奥村翔、声優
- 1985年 - ミシェル・トラクテンバーグ、女優（+ 2025年）
- 1987年 - 平岡千代、シンガーソングライター
- 1986年 - 竹澤健介、陸上競技選手
- 1986年 - 勢翔太、元大相撲力士、年寄24代春日山
- 1988年 - 加藤迪、ミュージカル俳優
- 1988年 - 益田圭太、俳優
- 1988年 - 愛実、タレント、アイドル（いもうと）
- 1988年 - 泉里香、女優
- 1988年 - エディソン・バリオス、プロ野球選手
- 1989年 - ミシェル・ウィー、ゴルファー
- 1989年 - シャフィク・ベセギエ、フィギュアスケート選手
- 1989年 - 菅野智之、プロ野球選手
- 1989年 - 菅生翔平、アナウンサー
- 1990年 - 初音、シンガーソングライター
- 1990年 - 寺本翔悟、俳優
- 1990年 - 安谷屋なぎさ、元タレント
- 1990年 - 高瀬愛実、サッカー選手
- 1990年 - ベフゾド・アブドゥライモフ、ピアニスト
- 1991年 - 春奈るな、歌手
- 1991年 - 西山宏太朗、声優
- 1991年 - 中島唯、声優
- 1991年 - 望木聡子、アナウンサー
- 1991年 - 韋永麗[6]、陸上競技選手
- 1991年 - ジオ・ウルシェラ、プロ野球選手
- 1992年 - 千代鳳祐樹、元大相撲力士、年寄20代錦島
- 1992年 - カーディ・B、ラッパー
- 1993年 - 比嘉真美子、ゴルファー
- 1993年 - 美華、二胡奏者、元アイドル（元ファンタ☆ピース）
- 1994年 - T・J・ワット、アメリカンフットボール選手
- 1995年 - 沖田彩華、グラビアアイドル、元アイドル（元NMB48）
- 1995年 - 梅田修一朗、声優
- 1996年 - 赤沼夢羅、モデル、女優
- 1996年 - 後生川凜、熊本放送（RKK）アナウンサー
- 1996年 - 飯塚悟史、元プロ野球選手
- 1996年 - ライデル・マルティネス、プロ野球選手
- 1997年 - 厚木那奈美[7]、声優
- 1997年 - 河内美里、女優、シンガーソングライター、声優
- 1998年 - 石田みなみ、女優、タレント、元アイドル（元STU48）
- 1999年 - 星希成奏、声優、元アイドル（元A応P）
- 1999年 - 松井友飛、プロ野球選手
- 2002年 - 片山真鞠、サッカー選手
- 2003年 - 星月梨杏、タレント
- 2006年 - レオダリス・デフリース、プロ野球選手
- 生年不詳 - YOFFY、ミュージシャン（サイキックラバー）
- 生年不詳 - 小南泰葉、シンガーソングライター
- 生年不詳 - 歌那早苗、漫画家
- 生年不詳 - 桐丘さな、漫画家
- 生年不詳 - 西脇ゆぅり、イラストレーター
- 生年不詳 - 北原愛子、元歌手

## 忌日
- 1347年 - ルートヴィヒ4世、神聖ローマ皇帝（* 1282年）
- 1424年 - ヤン・ジシュカ、フス戦争の指導者（* 1370年頃）
- 1427年（応永34年9月21日）- 赤松義則、守護大名（* 1358年）
- 1531年 - フルドリッヒ・ツヴィングリ、スイスにおける宗教改革の指導者（* 1484年）
- 1598年 - ヨアヒム・カメラリウス・ザ・ヤンガー（英語版）、医師、植物学者、動物学者（* 1534年）
- 1648年（慶安元年8月25日）- 中江藤樹、陽明学者（* 1608年）
- 1697年 - ステファノ・デッリ・アンジェリ（英語版）、数学者、哲学者（* 1623年）
- 1705年 - ギヨーム・アモントン、物理学者、技術者（* 1663年）
- 1708年 - エーレンフリート・ヴァルター・フォン・チルンハウス、数学者、物理学者、哲学者（* 1651年）
- 1721年 - エドワード・コルストン、貿易商人、政治家（* 1636年）
- 1721年 - アントン・フローリアン、リヒテンシュタイン公（* 1656年）
- 1778年 - フランソワーズ・デュパルク（英語版）、画家（* 1726年）
- 1779年 - カジミエシュ・プワスキ、大陸軍の騎兵指揮官（* 1746年）
- 1802年 - アンドレ・ミショー（英語版）、植物学者、探検家（* 1746年）
- 1809年 - メリウェザー・ルイス、探検家（* 1774年）
- 1820年 - ジェイムズ・キア、化学者、地質学者、工業実業家、発明者（* 1735年）
- 1837年 - サミュエル・ウェスレー、オルガニスト、作曲家（* 1766年）
- 1846年（弘化3年8月21日）- 榊原政養、高田藩主（* 1798年）
- 1850年 - ルイーズ＝マリー・ドルレアン、ベルギー王レオポルド1世の妃（* 1812年）
- 1852年 - フェルディナント・ゴットホルト・マックス・アイゼンシュタイン、数学者（* 1823年）
- 1889年 - ジェームズ・プレスコット・ジュール、物理学者（* 1818年）
- 1895年 - 小中村清矩、国学者、歴史家（* 1822年）
- 1896年 - アントン・ブルックナー、作曲家（* 1824年）
- 1897年 - レオン・ボエルマン、作曲家（* 1862年）
- 1899年 - ハミルトン・カストナー（英語版）、化学者（* 1858年）
- 1902年 - チャールズ・マリーズ、植物学者（* 1851年）
- 1912年 - 池田成章、実業家（* 1840年）
- 1915年 - ジャン・アンリ・ファーブル、生物学者（* 1823年）
- 1916年 - オットー1世、バイエルン王（* 1848年）
- 1926年 - アルベール・ロビダ、挿絵画家、ジャーナリスト、作家（* 1848年）
- 1937年 - オグデン・ミルズ、元アメリカ合衆国財務長官（* 1884年）
- 1940年 - ヴィット・ヴォルテラ、数学者、物理学者（* 1860年）
- 1940年 - 種田山頭火 、俳人（* 1882年）
- 1942年 - レオニード・ニコラーエフ、ピアニスト、作曲家（* 1878年）
- 1945年 - 亀尾英四郎、ドイツ文学者、元東京高等学校教授（* 1895年）
- 1947年 - 山口良忠、東京地裁判事（* 1913年）
- 1948年 - 岡本一平、漫画家（* 1886年）
- 1950年 - 三浦謹之助、医学者（* 1864年）
- 1956年 - 北島多一、第2代日本医師会会長（* 1870年）
- 1958年 - モーリス・ド・ヴラマンク、画家（* 1876年）
- 1958年 - ヨハネス・R・ベッヒャー、詩人、政治家（* 1891年）
- 1959年 - 小田島樹人、作曲家（* 1885年）
- 1959年 - バート・ベル、アメリカンフットボールコーチ（* 1895年）
- 1961年 - チコ・マルクス、コメディアン（マルクス兄弟）（* 1887年）
- 1962年 - エーリヒ・フォン・チェルマク、農学者（* 1871年）
- 1962年 - 花柳はるみ、女優（* 1896年）
- 1963年 - エディット・ピアフ、歌手（* 1915年）
- 1963年 - ジャン・コクトー、作家、詩人、劇作家（* 1889年）
- 1963年 - 武知勇記、政治家（* 1894年）
- 1964年 - 杉山元治郎、政治家、農民運動指導者（* 1885年）
- 1965年 - ドロシア・ラング、写真家（* 1895年）
- 1965年 - ヘレン・ウェインライト、競泳、飛び込み選手（* 1906年）
- 1967年 - スタンレー・モリソン、書体デザイナー、実業家（* 1889年）
- 1968年 - ヘルマン・アルバレス・ベイグベデル、作曲家（* 1882年）
- 1968年 - 村上昭夫、詩人（* 1927年）
- 1969年 - 呉晗、歴史家、北京市副市長（* 1909年）
- 1970年 - 樋口季一郎、軍事、陸軍中将（* 1888年）
- 1970年 - 井関邦三郎、実業家、井関農機創業者（* 1899年）
- 1971年 - 玉の海正洋、大相撲第51代横綱（* 1944年）
- 1976年 - 中山マサ、政治家、第34代厚生大臣、日本初の女性閣僚（* 1891年）
- 1976年 - ヴェルナー・ハース、ピアニスト（* 1931年）
- 1977年 - マッキンレー・カンター、小説家、映画原作者（* 1904年）
- 1980年 - スティーブン・クフラー（英語版）、神経生理学者（* 1913年）
- 1980年 - 藤野一友[8]、画家（* 1928年）
- 1982年 - エディス・クインビー（英語版）、医学研究者、物理学者（* 1891年）
- 1985年 - 増原惠吉、官僚、政治家、元香川県知事、第25-26代行政管理庁長官、第23-24代北海道開発庁長官、第26・29-30代防衛庁長官（* 1903年）
- 1986年 - ジョルジュ・デュメジル、比較神話学者、言語学者（* 1898年）
- 1986年 - 黒金泰美、官僚、政治家、第21-22代内閣官房長官（* 1910年）
- 1986年 - 宮地政司、天文学者（* 1902年）
- 1986年 - 武田隆夫、経済学者（* 1916年）
- 1989年 - 郷司浩平、実業家（* 1900年）
- 1990年 - 加藤常太郎、実業家、政治家、加藤海運元社長、第34代労働大臣（* 1905年）
- 1990年 - 飛鳥田一雄、政治家、元横浜市長（* 1915年）
- 1990年 - 河原崎國太郎 (5代目)、俳優（* 1909年）
- 1991年 - 雷門助六 (8代目)、落語家（* 1907年）
- 1991年 - 鈴木美嶺、野球選手、アマチュア野球審判、アマチュア野球公式記録員（* 1921年）
- 1991年 - レッド・フォックス、コメディアン、俳優（* 1922年）
- 1994年 - 伊達慎一郎、地方公務員、弁護士、政治家、元島根県知事（* 1907年）
- 1994年 - 鈴木永二、経営者、元三菱化成社長、第6代日経連会長（* 1913年）
- 1996年 - ラース・ヴァレリアン・アールフォルス、数学者（* 1907年）
- 1996年 - ウィリアム・ヴィックリー、経済学者（* 1914年）
- 1999年 - ジェームズ・フランクリン・ハイド（英語版）、化学者、シリコーンの製造法を開発（* 1903年）
- 1999年 - レオ・レオニ、イラストレーター、絵本作家（* 1910年）
- 1999年 - 阿部勉、民族主義者（* 1946年）
- 2001年 - 秋野不矩、日本画家（* 1908年）
- 2001年 - ベニ・モントレゾール、オペラ演出家、映画監督、衣裳デザイナー、絵本作家（* 1926年）
- 2001年 - 高橋辰夫、政治家（* 1928年）
- 2001年 - 山本善之助、写真家（* 1931年）
- 2003年 - イヴァン・ゲッティング（英語版）、物理学者、電気技師、GPS共同開発者（* 1912年）
- 2005年 - 名越時正、近世思想研究者 (* 1915年）
- 2005年 - 内藤祐次、実業家、元エーザイ社長 (* 1920年）
- 2005年 - 田口恒夫、海軍軍人、医学者、東京大学名誉教授（* 1924年）
- 2006年 - 松川八洲雄、映画監督、脚本家、著作家（* 1931年）
- 2006年 - コリー・ライドル、プロ野球選手（* 1972年）
- 2007年 - シュリ・チンモイ、ヨーガ指導者、哲学者（* 1931年）
- 2007年 - 三遊亭圓好 (7代目)、落語家（* 1948年）
- 2008年 - ニール・ヘフティ、ジャズトランペット奏者、作曲家（* 1922年）
- 2008年 - 清原啓一、洋画家（* 1927年）
- 2008年 - 中村獅童（初代）、歌舞伎役者（* 1930年）
- 2008年 - 峰岸徹、俳優（* 1943年）
- 2008年 - 三浦和義、実業家、タレント、作家（* 1947年）
- 2008年 - イェルク・ハイダー、政治家（* 1950年）
- 2009年 - 藤田浩一、作詞家、作曲家、ギタリスト、元アウト・キャストメンバー（* 1947年）
- 2010年 - 渡邊一雄、TVプロデューサー、元毎日放送プロデューサー（* 1935年)
- 2011年 - ロバート・ガルビン、経営者、モトローラ元会長兼CEO（* 1922年）
- 2011年 - 立川洋三、ドイツ文学者、立教大学名誉教授（* 1928年）
- 2011年 - 小谷津雅美、日本画家（* 1933年）
- 2012年 - 宮澤信雄[9]、元アナウンサー（* 1935年）
- 2012年 - ヘルムート・ハーラー、サッカー選手（* 1939年）
- 2012年 - 東祥高、作曲家（* 1948年）
- 2013年 - エーリヒ・プリーブケ、ナチス・ドイツの親衛隊 (SS)隊員（* 1913年）
- 2013年 - 久々山義人、政治家、元熊本県本渡市（現天草市）長（* 1924年）
- 2013年 - 右遠俊郎、作家（* 1926年）
- 2013年 - マリーア・デ・ヴィロタ、レーシングドライバー（* 1980年）
- 2014年 - 岡田利春、政治家（* 1925年）
- 2014年 - 飯塚将光、オートレース選手（* 1950年）
- 2015年 - ディーン・チャンス、プロ野球選手（* 1941年）
- 2017年 - 荒井信一、歴史学者、茨城大学名誉教授、駿河台大学名誉教授（* 1926年）
- 2017年 - クリフォード・ハズバンズ、政治家、元バルバドス総督（* 1926年）
- 2017年 - 橋本力、プロ野球選手、俳優（* 1933年）
- 2018年 - 垣田高夫、数学者、早稲田大学名誉教授（* 1928年）
- 2018年 - 岩倉壽、日本画家、京都市立芸術大学名誉教授（* 1936年）
- 2018年 - ポール・アンドリュー、建築家（* 1938年）
- 2018年 - 仙谷由人、政治家、第85代法務大臣、 第78代内閣官房長官、初代内閣府特命担当大臣（* 1946年）
- 2018年 - グレッグ・スタフォード、ゲームデザイナー（* 1948年）
- 2019年 - 植木金矢[10]、漫画家（* 1921年）
- 2019年 - 西岡善信、美術監督・映画プロデューサー（* 1922年）
- 2019年 - ラッセル・ドゥーリトル（英語版）、生化学者（* 1931年）
- 2019年 - 堀内克明、英語学者、明治大学名誉教授（* 1931年）
- 2019年 - アレクセイ・レオーノフ、軍人、宇宙飛行士、人類初の宇宙遊泳者（* 1934年）
- 2019年 - ロバート・フォスター、俳優（* 1941年）
- 2020年 - 小泉まち子[11]、女優（* 1936年）
- 2020年 - ジョー・モーガン、プロ野球選手（* 1943年）
- 2021年 - 田村憲司、実業家、元日本土建社長（* 1931年）
- 2021年 - トニー・デマルコ、プロボクサー（* 1932年）
- 2021年 - パディ・モローニ、ミュージシャン、作曲家、音楽プロデューサー（* 1938年）
- 2022年 - アンジェラ・ランズベリー、女優（* 1925年）
- 2022年 - 松永光、政治家、弁護士（* 1928年）
- 2022年 - 前田耕作、西南アジア文化研究者、和光大学名誉教授、アフガニスタン文化研究所設立者（* 1933年）
- 2022年 - 山本豊三、俳優（* 1940年）
- 2022年 - 峰久幸義、官僚、元国土交通事務次官、元復興庁事務次官（* 1949年）
- 2023年 - ルドルフ・アイズレー[12]、アーティスト（アイズレー・ブラザーズ）（* 1939年）
- 2023年 - 住友平、プロ野球選手（* 1943年）

## 記念日・年中行事
- 体育の日（ 日本、2004年・2010年）※10月の第2月曜日　※2020年に「スポーツの日」に改称した。2021年の10月11日は第2月曜日だが、東京オリンピック開催のためこの年のみ7月23日に移動した。
- パルチザンの日（革命記念日）（ 北マケドニア）
  - 1941年のこの日、枢軸国側のブルガリアに併合されたマケドニアで、ヨシップ・ブロズ・チトー率いるパルチザンが抵抗運動を開始した。
- 南アフリカの政治犯との連帯の日
  - 南アフリカのアパルトヘイトに反対して捕えられた政治犯を支援するために国連が制定した国際デーであったが、1994年にアパルトヘイトが完全撤廃されたことから、現在は実施されていない。
- 国際ガールズ・デー
  - 2011年12月19日に国際連合総会で採択された女子児童に対する差別と暴力の撤廃を呼びかける国際デー。
- カミングアウトデー（LGBTコミュニティ）
- 安全・安心なまちづくりの日（ 日本）
  - 2005年12月に閣議決定し、2006年から実施。「全国地域安全運動」の1日目。
- ウインクの日（ 日本）
  - 目の愛護デー（10月10日）が見開いた目に見えるなら、こちらは「10 11」が片目をつぶったウインクに見えることに由来。